# ヘイスティングズ侯爵
ヘイスティングズ侯爵（Marquess of Hastings）は、かつて存在したイギリスの侯爵位。連合王国貴族爵位。インド総督を務めた第2代モイラ伯爵フランシス・ロードン＝ヘイスティングズが1816年に叙されたのに始まるが、4代ヘイスティングズ侯爵ヘンリー・ロードン＝ヘイスティングズが1868年に死去したのをもって廃絶した。

## 歴史

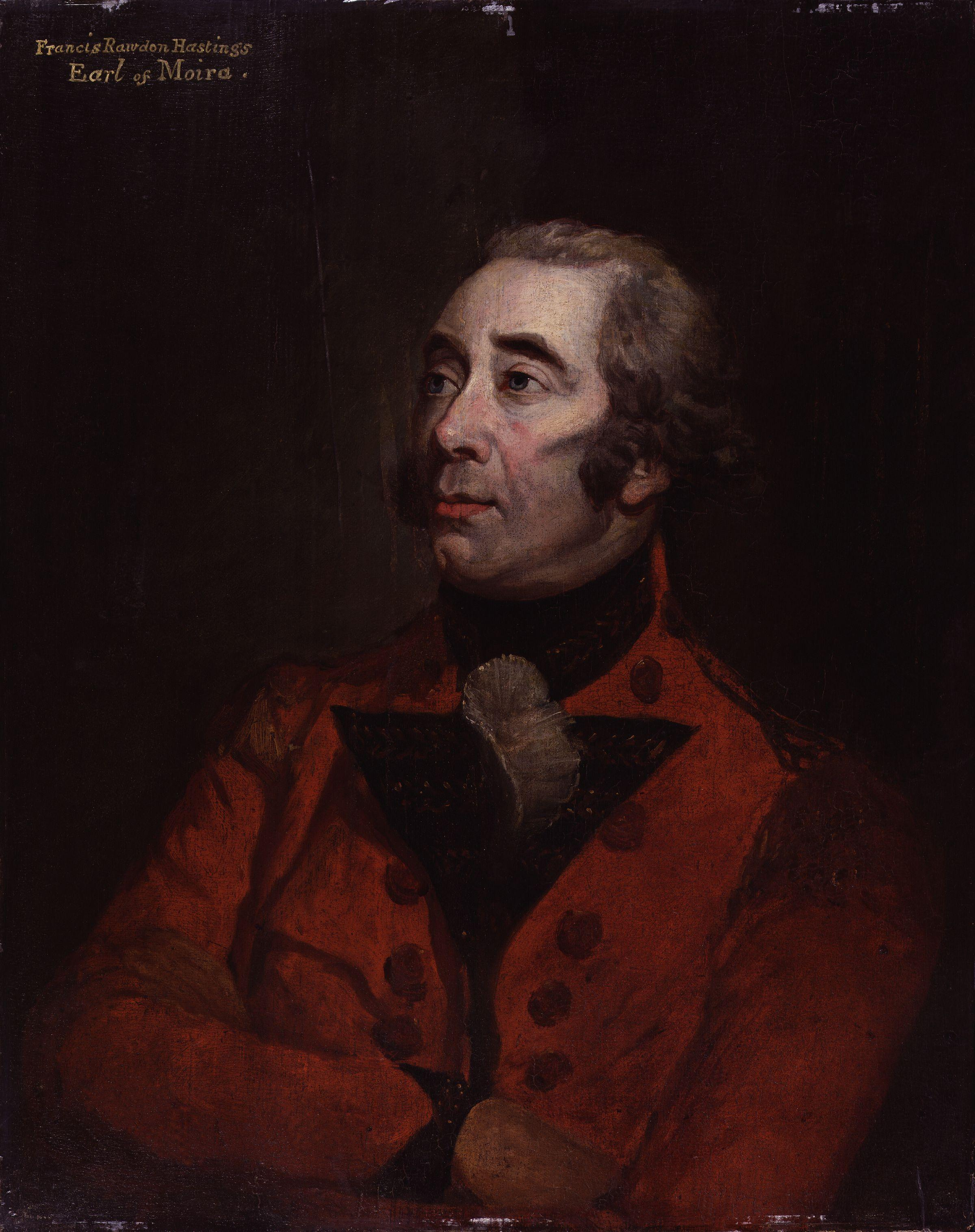
初代ヘイスティングズ侯爵フランシス・ロードン＝ヘイスティングズ

ウェスト・ヨークシャーロードンのロードン・ホール(Rawdon Hall)を本拠とする地主フランシス・ロードン(1582頃-1668頃)の一人息子であるジョージ・ロードン(1662–1695)は、陸軍将校やアイルランド議会の下院議員として活躍。ダウン県モイラの町を建設して邸宅を構え、イングランド内戦中にはアイルランドの反乱の鎮圧において活躍した。護国卿オリヴァー・クロムウェルの死後には王政復古に尽力したため、王政復古後の1665年5月にはアイルランド準男爵位の(ダウン県モイラの)準男爵(Baronet, of Moira, Down)に叙せられた。
その曽孫である4代準男爵サー・ジョン・ロードン(1720–1793)は、1750年4月9日にアイルランド貴族爵位ダウン県におけるモイラのロードン男爵(Baron Rawdon, of Moira in the County of Down)、ついで1762年1月30日にアイルランド貴族爵位モイラ伯爵(Earl of Moira)に叙せられた。
その息子で2代モイラ伯を継承するフランシス・ロードン(1754–1826)は、陸軍将校やアイルランド議会庶民院議員として活動した後、1783年3月4日にグレートブリテン貴族爵位のヨーク州におけるロードンのロードン男爵(Baron Rawdon, of Rawdon in the County of York)に叙せられたため、これ以降イギリス議会の貴族院議員となった。1790年には母エリザベスの実家であるハンティンドン伯爵ヘイスティングズ家の姓を加えた「ロードン＝ヘイスティングズ(Rawdon-Hastings)」に改姓した。1794年に父の死により第2代モイラ伯爵位を襲爵し、1808年には母の死によりヘイスティングズのヘイスティングズ男爵(Baron Hastings, of Hastings)、ハンガーフォードのヘイスティングズ男爵(Baron Hastings, of Hungerford)、ボトリー男爵(Baron Botreaux)、ハンガーフォード男爵(Baron Hungerford)、 モリンズ男爵(Baron Moleyns)といった議会招集令状によるイングランド貴族爵位群を継承した（男子なき場合に女子に相続可能だったため母が継承していた）。1813年11月からはインド総督に就任して対外戦争を積極的に推進し、グルカ戦争勝利の功により、上下両院から感謝状を贈られるとともに、1816年12月6日には連合王国貴族ヘイスティングズ侯爵、ロードン伯爵(Earl of Rawdon)、ロードン子爵(Viscount Loudoun)に叙せられた。さらに第3次マラータ戦争の勝利により西と東の領土をつなげて全インドに英国の覇権を確立した。
初代侯の死後、その長男のジョージ・ロードン＝ヘイスティングズ(1808–1844)が2代侯を継承した。彼は1840年に母フローラから女系継承が可能なスコットランド貴族爵位のラウドン伯爵(Earl of Loudoun)位とラウドンのキャンベル卿(Lord Campbell of Loudoun)、タリネイン=モホリン卿(Lord Tarrinzean and Mauchline)位を継承した（7代ラウドン伯）。これにより彼はイングランド貴族、スコットランド貴族、グレートブリテン貴族、アイルランド貴族、連合王国貴族。5種類全ての爵位を保有する状態となった。
2代侯の死後、その長男のポーリン・ロードン＝ヘイスティングズ(1832-1851)が3代侯となったが、子供なく若くして死去したため、弟のヘンリー・ロードン＝ヘイスティングズ(1842–1868)が4代侯となる。彼は1858年に母バーバラから議会招集令状によるイングランド貴族爵位のルシンのグレイ男爵を継承している。しかし彼も子供のないまま若くして死去したため、彼の死去と共にヘイスティングズ侯爵、モイラ伯爵、ロードン伯爵、ロードン子爵、2つのロードン男爵位及び準男爵位は廃絶した。スコットランド貴族爵位のラウドン伯爵位、ラウダンのキャンベル卿位、タリネイン=モホリン卿位は3代侯の妹、4代侯の姉にあたるエディスに継承された。さらに6つの議会招集令状のイングランド貴族男爵位は3代侯と4代侯の姉妹が4人あったことから継承者が決められず、停止 (abeyance)となった。

## 歴代当主

### （モイラのロードン）準男爵 (1665年)
- 初代準男爵サー・ジョージ・ロードン（英語版） (Sir George Rawdon, 1604–1684)
- 2代準男爵サー・アーサー・ロードン（英語版） (Sir Arthur Rawdon, 1662–1695) 先代の息子
- 3代準男爵サー・ジョン・ロードン (Sir John Rawdon, 1690–1724) 先代の息子
- 4代準男爵サー・ジョン・ロードン (Sir John Rawdon, 1720–1793) 先代の息子
  - 1750年にロードン男爵、1762年にモイラ伯爵に叙される。

### モイラ伯爵 (1762年)
- 初代モイラ伯ジョン・ロードン (John Rawdon, 1720–1793)
- 2代モイラ伯フランシス・ロードン＝ヘイスティングズ (Francis Rawdon-Hastings, 1754–1826) 先代の息子
  - 1816年にヘイスディングズ侯爵に叙される

### ヘイスティングズ侯爵 (1816年)
- 初代ヘイスティングズ侯フランシス・ロードン＝ヘイスティングズ (Francis Rawdon-Hastings, 1754–1826)
- 2代ヘイスティングズ侯ジョージ・オーガスタス・フランシス・ロードン＝ヘイスティングズ (George Augustus Francis Rawdon-Hastings, 1808–1844) 先代の息子
- 3代ヘイスティングズ侯ポーリン・レジナルド・セルロ・ロードン＝ヘイスティングズ (Paulyn Reginald Serlo Rawdon-Hastings, 1832-1851) 先代の息子
- 4代ヘイスティングズ侯ヘンリー・ウェイズフォード・チャールズ・プランタジネット・ロードン＝ヘイスティングズ (Henry Weysford Charles Plantagenet Rawdon-Hastings, 1842–1868) 先代の弟

### 註釈
1. ↑  18分割された上記紋章のうち、4分割されている第1クォーターリングの部分が紋章記述(ヘイスティングズ家、ロードン家の順)に対応する。